# Sound Age Productions
«Sound Age Productions» — російський музичний лейбл, що засновано у 1990-х. Спеціалізується на різних жанрах геві-метал.
Деякі з колективів підписали контракт із «Sound Age Productions» безпосередньо, тоді як інші потрапили до портфеля лейблу завдяки ліцензуванню міжнародних звукозаписних компаній. Станом на кінець 2019 року, онлайн-база даних Discogs налічує трохи більше 750 публікацій.

## Список гуртів
- Abracadabra
- Abrin
- Alfar
- Alkonost
- Ambehr
- Ancestral Volkhves
- Antiquus Scriptum
- Arcanorum Astrum
- Arida Vortex
- Atra Mustum
- Auringon Hauta
- Beorn
- Bestial Sight
- Bestiality Business
- Blodiga Skald
- Der Galgen
- Dorblack
- Emerald Night
- Equinox
- Exesa
- Fängörn
- Formaline
- Garmskrik
- Gates of Chaos
- Grailight
- HASPYD
- Haze of Summer
- Heavenwithus
- Helengard
- Intra Spelaeum
- Intruder Incorporated
- Karma Rassa
- Kvasir
- L'Homme Absurde
- Little Dead Bertha
- Lunae Ortus
- Lutavierje
- Mastemath
- Mevil Nekrotica
- Mjød
- Morgroth
- Morodh
- Morok
- Pagan Reign
- Perunъ
- Plemя
- Porosl
- Power Tale
- Rakoth
- Serpens
- Shexna
- Silence Lies Fear
- Skogmark
- Skylord
- Sleeping Woodland
- Smerdead
- Steingrab
- Superstatic
- Svartby
- Temple of Demigod
- The Sign of Ampersand
- Tremor
- Ugly Deadman
- Ulkan Newen
- Umbral Presence
- Voloh
- Vorgrum
- Warseid
- Winterhymn
- Wolf Rahm
- Wolfmare
- Yaşru
- Yomi
- Zmey Gorynich
- Андем
- Боянов Гимн
- Веда
- Велес
- Вихор
- Говерла
- Грай
- Древень
- Дружина
- Дрыгва
- Калевала
- Кот-Баюн
- Ладушка
- Ларец Заточения
- Лешак
- Метель
- Огонь Палатина
- Омела
- Рогатый Колоколъ
- Родогост
- Руевит
- Руян
- СатанаКозёл
- Свентояр
- Сердце-Камень
- Смута
- Тролль Гнёт Ель
- Хранитель
- Хрен